# لويزا توماس
لويزا توماس (بالبرتغالية: Luisa Tomas) مواليد 24 مارس 1983 في بنغيلا، أنغولا، هي لاعبة كرة سلة أنغولية. وتحمل الرقم 11. مثلت منتخب بلادها. شاركت في دورة الألعاب الأولمبية الصيفية سنة 2012. حققت المركز الأول في بطولة أمم أفريقيا لكرة السلة للسيدات 2011.

## سجل المنافسة
شاركت في المنافسات التالية:
- الألعاب الأولمبية الصيفية 2012
- كأس العالم لكرة السلة للسيدات 2014
- بطولة أمم أفريقيا لكرة السلة للسيدات 2009
- بطولة أمم أفريقيا لكرة السلة للسيدات 2011
- بطولة أمم أفريقيا لكرة السلة للسيدات 2013

## الميداليات
| الميدالية | المسابقة                                  |
| --------- | ----------------------------------------- |
| ذهبية     | بطولة أمم أفريقيا لكرة السلة للسيدات 2011 |
| ذهبية     | بطولة أمم أفريقيا لكرة السلة للسيدات 2013 |
| برونزية   | بطولة أمم أفريقيا لكرة السلة للسيدات 2009 |

## روابط خارجية
- لويزا توماس على موقع الاتحاد الدولي لكرة السلة (الإنجليزية)
- لويزا توماس على موقع كرة السلة الأوروبية.كوم (الإنجليزية)
- لويزا توماس على موقع بروبوليرز (الإنجليزية)
- لويزا توماس على موقع سبورتس رفرنس (الإنجليزية)
- لويزا توماس على موقع اللجنة الأولمبية الدولية (الإنجليزية)
- لويزا توماس على موقع أوليمبيديا (الإنجليزية)